# Asesinato de Sherri Rasmussen
El 24 de febrero de 1986, el cuerpo de Sherri Rasmussen (nacida el 7 de febrero de 1957) fue encontrado en el apartamento que compartía con su esposo, John Ruetten, en Van Nuys (California), un suburbio de la ciudad de Los Ángeles. Sherri había sido golpeada y disparada en tres ocasiones en lo que parecía una pelea. El Departamento de Policía de Los Ángeles (LAPD) inicialmente consideró el caso como un robo fallido y no pudo identificar a un sospechoso. El padre de Rasmussen creía que la oficial de policía de Los Ángeles, Stephanie Lazarus, quien mantenía una relación extramatrimonial con Ruetten, era la principal sospechosa.
Los detectives que reexaminaron los archivos del caso sin resolver en 2009 fueron finalmente llevados a Lazarus, para entonces ella misma una detective. Una muestra de ADN de una taza que había tirado se comparó con una de un mordisco en el cuerpo de Rasmussen que había quedado en los archivos. Lazarus fue condenada por el asesinato en 2012, cumpliendo una sentencia de 27 años a cadena perpetua por asesinato en primer grado en la Institución de Mujeres de California en Corona.
Lazarus apeló la condena, alegando que la edad del caso y la evidencia negaban su debido proceso. También estimó que la orden de registro fue otorgada indebidamente, que sus declaraciones en una entrevista previa a su arresto fueron obligadas y que la evidencia que apoya la teoría del caso original debería haber sido admitida en el juicio. En 2015, el veredicto de culpabilidad fue confirmado por la Corte de Apelaciones de California para el Segundo Distrito del estado (que incluye a Los Ángeles).
Algunos de los archivos policiales sugieren que la evidencia que podría haber implicado a Lazarus anteriormente en la investigación fue eliminada con posterioridad, tal vez por otros agentes del Departamento de Policía de Los Ángeles. Los padres de Rasmussen demandaron sin éxito al Departamento por este y otros aspectos de la investigación. Jennifer Francis, la criminalista que encontró evidencia clave de la marca de la mordedura, demandó sin éxito a la ciudad de Los Ángeles, alegando que la policía la presionó para favorecer a ciertos sospechosos en este y otros casos de alto perfil y que se tomaron represalias cuando presentó esto a la atención del LAPD.

## Trasfondo
Mientras estudiaba en la Universidad de California en Los Ángeles, de 1978 a 1982, John Ruetten, un estudiante de ingeniería mecánica de San Diego (California), ocasionalmente salía con Stephanie Lazarus, residente de Dykstra Hall y estudiante de ciencias políticas de Simi Valley (California). Ambos eran ávidos atletas; Lazarus jugó en el equipo de baloncesto femenino júnior de UCLA. Lazarus robaba la ropa de Ruetten cuando se duchaba y le fotografiaba desnudo mientras dormía. Ruetten nunca consideró la relación como algo más que "besuquearse y jugar". Tuvieron relaciones sexuales por primera vez después de que él se graduara, cuando aceptó un trabajo con el fabricante de discos duros Micropolis y ella se postuló para la academia de policía de la ciudad y se convirtió en oficial uniformada en el Departamento de Policía de Los Ángeles (LAPD) en 1983. En el tribunal, más tarde testificó que tuvieron relaciones sexuales "de veinte a treinta veces" entre 1981 y 1984, pero que ella nunca fue su novia.
Ruetten más tarde conoció a Sherri Rasmussen, una graduada de la Universidad de Loma Linda que estaba en un pregrado en enfermería de cuidados críticos. Ingresó a la universidad a los 16 años y, a finales de los 20, era directora de enfermería en el Centro Médico Adventista de Glendale, donde daba presentaciones y clases para otras enfermeras.
Lazarus organizó una fiesta sorpresa para Ruetten por su vigésimo quinto cumpleaños, sin saber que había estado saliendo con otras mujeres o que había desarrollado una relación seria con Rasmussen. Cuando se enteró de que estaba seriamente involucrado con Rasmussen, Lazarus se sintió abatida. "Estoy realmente enamorada de John y el año pasado realmente me ha destrozado", escribió Lazarus a la madre de Ruetten en agosto de 1985. "Ojalá no terminara como lo hizo, y no creo que lo haya hecho". "Entenderé alguna vez su decisión", escribió en su diario. Deprimida, Lazarus visitó a Ruetten en su apartamento, y los dos tuvieron relaciones sexuales, "para darle un cierre", testificó Ruetten años después.
Durante su compromiso, Lazarus llevó sus esquís al apartamento que Ruetten compartía con Rasmussen y le pidió que se los encerara y, a pesar de las objeciones de Rasmussen, él cumplió. Rasmussen sintió que esto era un poco extraño, ya que Lazarus estaba vestida con ropa deportiva favorecedora, y después de que Lazarus se fue, su prometida le preguntó si su relación realmente había terminado. Ruetten la convenció de que los dos eran solo amigos. Unos días después, Lazarus volvió a recoger los esquís encerados, de uniforme y armada, después de irse al trabajo.
Rasmussen estaba nerviosa por estas visitas y le suplicó a Ruetten que le dijera a Lazarus que dejara de venir. Ruetten solo dijo que no había nada en su relación y que debería ignorar a Lazarus. Según Nels Rasmussen, el padre de Sherri, Lazarus luego visitó a Rasmussen en su oficina para decirle que las cosas no habían terminado entre ella y Ruetten y le dijo a Rasmussen: "Si no puedo tener a John, nadie más lo hará". Poco antes de su muerte, Rasmussen volvió a confiarle a su padre su temor de que Lazarus la estuviera acechando en la calle. Ruetten y Rasmussen se casaron en noviembre de 1985.

## Crimen e investigación
En la mañana del 24 de febrero de 1986, Ruetten abandonó el condominio de la pareja en Balboa Boulevard en Van Nuys para ir a trabajar. Rasmussen tenía programado dar un discurso motivacional en el trabajo ese día, una táctica de gestión que no consideró efectiva. Para evitarlo, le dijo a Ruetten que podría llamar para decir que se encontraba enferma, usando una lesión en la espalda que había sufrido mientras hacía aeróbicos el día anterior como excusa.
A las 9:45 horas, un vecino notó que la puerta del garaje de los Ruetten estaba abierta y no se veía ningún automóvil. Aproximadamente quince minutos después, Ruetten hizo la primera de varias llamadas a casa sin respuesta a lo largo del día. La hermana de Rasmussen también llamó sin respuesta. Al mediodía, dos hombres, que la vecina creía que eran jardineros en el complejo, le dieron a ella y a su esposo un bolso que habían encontrado, que resultó ser de Rasmussen. Una empleada que limpiaba un apartamento cercano dijo que escuchó algo que sonó como dos personas peleando, y luego algo cayendo, alrededor de las 12:30 horas del mediodía.
Cuando Ruetten regresó a casa por la noche, encontró la puerta de su garaje abierta y vidrios rotos en el camino de entrada. Además, descubrió que faltaba el BMW que compró para Rasmussen como regalo de compromiso. Debido a los planes matutinos de Rasmussen, le pareció extraño que ella hubiera salido más tarde sin avisarle. El contestador automático de la casa no se había activado, a pesar de que ambos solían activarlo al salir de casa.
En el interior, Ruetten encontró a Rasmussen muerta en el suelo de la sala, con tres disparos. Había signos de lucha, como un jarrón de porcelana que aparentemente se había roto sobre la cabeza de Rasmussen antes del tiroteo, una huella de una mano ensangrentada junto al botón de pánico de la alarma antirrobo y un aparador volcado. Parecía que alguien hubiera intentado atar a Rasmussen en cierto momento. Tenía heridas defensivas y un hematoma en la cara que parecía haber sido causado por la boca de un arma. El arma había sido disparada a través de una manta acolchada, aparentemente para amortiguar el sonido. El criminalista investigador también observó una marca de mordedura en el brazo de Rasmussen y tomó un hisopo.

### Investigación inicial
Los detectives de LAPD que investigaban el caso rápidamente concluyeron que Rasmussen había sido sorprendida y asesinada por un ladrón. El atuendo de Rasmussen (albornoz, camisón y ropa interior) sugería que no esperaba visitas. Aunque la sirvienta de una unidad vecina informó haber escuchado gritos y peleas más temprano ese día, no recordaba haber escuchado disparos. Ella pensó que todo el evento había sido una disputa doméstica y no llamó a la policía. Al parecer, el autor se encontraba en proceso de llevarse equipos electrónicos cuando Rasmussen se encontró con él y, como resultado, se había dejado las joyas y se había llevado el vehículo de la víctima en la huida. El BMW abandonado fue recuperado una semana después; sin arrojar nuevas pruebas. La única otra cosa que parecía haber sido sacada de la casa fue la licencia de matrimonio de la pareja.
El detective principal, Lyle Mayer, consideró otras posibilidades. Rápidamente descartó al afligido Ruetten como sospechoso. Ruetten renunció a su trabajo y se mudó de Los Ángeles poco después del asesinato. Nels Rasmussen y su esposa, Loretta, le contaron a Mayer sobre el acoso de Lazarus, y él tomó nota de ello. Ruetten luego le dijo a la policía que él y Rasmussen nunca hablaron sobre Lazarus.
Independientemente, la policía permaneció concentrada en la posibilidad del robo, especialmente a la luz de uno informado más tarde en la misma zona, en el que uno de los dos sospechosos denunciados portaba un arma, posiblemente calibre .38 como la que había disparado tres balas a Rasmussen, que luego fueron identificadas por expertos como Federal .38J Plus-P. El socio de Mayer, Steve Hooks, encontró la marca de mordedura inusual, ya que las mordeduras durante las luchas son mucho más comúnmente infligidas por mujeres, mientras que la mayoría de los ladrones son hombres. Sin embargo, debido a que los hombres también pueden morder a los oponentes durante las peleas, la teoría del robo se mantuvo.

### Enfriamiento del caso
Los presuntos ladrones a quienes los detectives atribuyeron el crimen permanecieron prófugos, a pesar de una noticia periodística de seguimiento ocho meses después y una recompensa ofrecida por la familia Rasmussen. La policía de Los Ángeles, preocupada por la violencia resultante de las guerras entre pandillas y la epidemia de crack que asolaba la ciudad en ese momento, no pudo dedicar mucha más atención al caso. Los detectives de la oficina de Van Nuys, dijeron los Rasmussen, a menudo no ayudaban cuando la familia llamaba, pues colgaban o los dejaban en espera. Un año después del asesinato, la frustrada familia reiteró su oferta en una conferencia de prensa y pidió más acciones. Nels le escribió a Daryl Gates, entonces jefe del Departamento de Policía de Los Ángeles, sobre la posibilidad de que Lazarus pudiera haber estado involucrada. Los detectives le dijeron que "veía demasiada televisión". Continuó publicitando la recompensa y más tarde trabajó con la serie de televisión de corta duración Murder One en un segmento inspirado en el caso.
Nels, en particular, no estaba convencido de que Sherri, que medía 1,80 m de altura, era de complexión fuerte y estaba en buena forma física, hubiera sido víctima de un robo fallido. Habría sido una lucha para cualquiera someterla en espacios reducidos, y Mayer le había dicho que los hechos pudieron haber durado una hora y media, mucho tiempo para unos ladrones principalmente en busca de artículos de valor en el hogar. Además, quien le disparó a su hija había disparado directamente a su pecho a quemarropa y se tomó la molestia de amortiguar el disparo con la colcha, lo que sugiere que el asesinato fue deliberado y no el subproducto accidental de una pelea.
Mayer finalmente se retiró, y el nuevo detective asignado al caso le dijo a Nels que no podía seguir las notas de Mayer y que no creía que surgieran nuevas pistas. Nels fue rechazado de nuevo en 1993 cuando se ofreció a pagar las pruebas de ADN sobre la base de las pruebas del asesinato, en un momento en el que los avances tecnológicos habían superado las escalas previas, llegando a decirle que la policía tenía que tener un sospechoso para poder realizar las pruebas. Lazarus se reunió brevemente con Ruetten en 1989. Las notas de Mayer muestran que Ruetten lo llamó y le preguntó si estaba absolutamente seguro de que no había evidencia que vinculara a Lazarus con la muerte de su difunta esposa.
Mientras tanto, Lazarus continuó trabajando con el LAPD. Luego inició su propia firma de investigación privada, Unique Investigations. En 1987, ganó medallas, incluida una de oro, en los Juegos Mundiales de Policía y Bomberos de San Diego. En 1993, después de trabajar en las divisiones de Educación para la Resistencia al Abuso de Drogas y asuntos internos del departamento, se convirtió en detective. Tres años más tarde, se casó con un compañero oficial y adoptó una hija con él, mudándose de regreso a Simi Valley; en el trabajo, se convirtió en instructora en la academia de policía. Ruetten finalmente se volvió a casar también; no presionó a la policía como había hecho su antiguo suegro.
A fines de la década de 1990, después de que las pruebas de ADN se hicieron más prominentes, el LAPD formó una nueva unidad que examinó la evidencia forense recopilada de los archivos de casos abiertos del departamento para determinar si alguna tenía el potencial de obtener nuevas pistas a través de pruebas de ADN. Entre las pruebas que se consideraban más probables se encontraba la recopilada en la residencia de Rasmussen. Sin embargo, no fue hasta 2004 que otra criminalista, Jennifer Francis, pudo analizarlas. Faltaban algunas de las pruebas del caso Rasmussen, incluida la que podría haber contenido el ADN del sospechoso, ya que otro detective las recopiló en 1993.
Francis no encontró ninguna coincidencia en la base de datos del CoDIS, pero sí descubrió que la saliva provenía de una mujer, lo que socavaba la teoría inicial del robo de los detectives. Varios años después, Francis afirmó que, inusualmente, ella tenía acceso no solo a la muestra, sino a todo el expediente del caso, que le habían entregado para ayudarla a decidir qué otras muestras analizar. Al descubrir que el mordedor (y probable perpetrador) era una mujer, lo revisó y encontró un informe de una "tercera mujer" que presuntamente había acosado a la víctima en su trabajo y residencia antes del asesinato.
Francis le preguntó al detective que la supervisaba si esta mujer había sido investigada, a lo que supuestamente respondió: "Oh, te refieres a la detective de LAPD". Explicó que la mujer, una exnovia del esposo de la víctima, era de hecho una detective actual de LAPD, pero "ella no es parte de esto". Insistió en que el caso era simplemente un robo, ya que el departamento así lo había concluido durante mucho tiempo. Ningún otro detective continuaría con el caso, y la evidencia volvió a los archivos.

### Reapertura del caso y segunda investigación
Para 2009, la delincuencia en Los Ángeles había disminuido lo suficiente desde sus niveles anteriores como para permitir a los detectives comenzar a investigar casos sin resolver para aumentar sus tasas de autorización. En Van Nuys, Jim Nuttall y Pete Barba revisaron el archivo de Rasmussen y lo encontraron lo suficientemente interesante como para que valiera la pena seguirlo. Debido a que la prueba de ADN apuntó a una mujer sospechosa, decidieron que la teoría del robo no era válida y que tendrían que empezar desde el principio.
Nuttall y Barba consideraron el caso como un asesinato, con el robo organizado para desviar a la policía. Muchos aspectos del crimen eran improbables para un robo, especialmente uno cometido a la luz del día: el joyero de Rasmussen, un objetivo atractivo para un ladrón, estaba a la vista sobre su tocador y no había sido tocado. El condominio estaba en medio de un complejo cerrado, rodeado de otras unidades desde las cuales los ladrones podrían haber esperado ser fácilmente vistos. La puerta de entrada tenía una advertencia de alarma y no se había abierto a la fuerza, como podría haber sido si los presuntos ladrones no hubieran esperado que no hubiera nadie en casa.
En el interior, un aspecto clave de la escena del crimen también era incompatible con la teoría del robo. En lo alto de las escaleras había una pila de equipo estéreo encima de una videograbadora. Si, como sugirió la evidencia, la lucha entre Rasmussen y su atacante hubiera comenzado arriba y luego continuado abajo, esa pila probablemente habría sido derribada abajo y esparcida también. Tenía más sentido asumir que se había apilado después, cuando un ladrón real habría huido de la escena inmediatamente después del tiroteo.
Los forenses reforzaron esta teoría. En un tocadiscos encima de la pila había una mancha de sangre en forma de pulgar. No tenía impresión, lo que sugiere que quien lo dejó llevaba guantes para evitar dejar identificación. Pero la sangre era de Rasmussen, lo que sugiere que el equipo se había apilado después de la lucha y los disparos. Los detectives se dieron cuenta de que se había quedado manipulando el escenario para que el crimen pareciera algo diferente de lo que realmente era. A partir de los cuatro volúmenes encuadernados del expediente del caso, desarrollaron una lista de cinco mujeres sospechosas. Nuttall se sorprendió cuando Ruetten le dijo por teléfono que Lazarus era una oficial de policía. Para entonces, Lazarus había sido ascendida a un nivel superior de detective y estaba trabajando en casos de robos de arte como parte de la División de Delitos Comerciales.
Como uno de los dos detectives en la única unidad de tiempo completo del país dedicada a esa especialidad, Lazarus ganó la atención de los medios locales cuando ella y su compañero recuperaron una estatua robada de Carthay Circle. Para comprender mejor el campo, le dijo a un periódico local, había comenzado a aprender a pintar. Fuera del trabajo, Lazarus había estado activa en la Asociación de Mujeres Oficiales de Policía de Los Ángeles y organizó el cuidado de niños para las familias de las oficiales. También preparaba cerezas cubiertas de chocolate y jabón casero para sus vecinos en Simi Valley para Navidad. Como Lazarus todavía estaba en el departamento, Nuttall y Barba se dieron cuenta de que tendrían que proceder con cuidado. Aun así, clasificaron a Lazarus como la menos prometedora de las cinco sospechosas, ya que leyeron en los archivos que ella y Ruetten habían terminado cualquier relación que hubieran tenido durante el verano anterior al asesinato.
Las investigaciones de Nuttall y Barba pronto eliminaron a todas menos a una de las otras mujeres. La otra, una excompañera de trabajo de Rasmussen que había tenido algunas disputas con ella, fue eliminada mediante una muestra de ADN recolectada de forma encubierta. Con solo Lazarus, mantuvieron su investigación en secreto, celosamente guardada. No solo su esposo también trabajaba en la División de Delitos Comerciales como detective, sino que también pudo haber tenido otros amigos que podrían haberla avisado. Si ella fuera la asesina, podría haber mejorado su defensa; si no lo estaba, podrían haber difamado involuntariamente a una compañera oficial que había tenido un historial de servicio impecable a lo largo de su carrera, sin investigaciones disciplinarias ni quejas civiles. Se refirieron a ella solo como "No. 5", trabajaron en el caso después de horas o detrás de puertas cerradas, y desarrollaron historias de portada para explicar por qué querían ver los registros de personal de una oficial en particular de hace 20 años.
Los detectives comenzaron a investigar otros aspectos de la vida de Lazarus a mediados de la década de 1980. Otro detective recordó que, en ese momento, la mayoría de los oficiales de LAPD habían preferido una .38 como arma de respaldo o fuera de servicio; de hecho, solo debían comprar armas compatibles con la munición Federal Plus-P que se había utilizado en el asesinato. Los registros estatales y departamentales mostraron que Lazarus tenía efectivamente un Smith & Wesson Modelo 49 .38 en ese momento y denunció su robo a la policía de Santa Mónica (pero no al armero de su propio departamento) trece días después del asesinato. Dado que el lugar donde Lazarus informó que se lo robaron estaba cerca de un muelle popular, asumieron que ella había arrojado el arma al Océano Pacífico. Sin el arma, el ADN sería la única forma definitiva de conectar el crimen con Lazarus.
Nuttall y Barba teorizaron a partir de su propia experiencia sobre cómo un oficial de LAPD cometería un asesinato. Sería mejor hacerlo en un día libre, y los registros departamentales mostraban que Lazarus había estado libre el día que mataron a Sherri Rasmussen. Los oficiales sabrían mejor no usar su arma de servicio, ya que tendría que ser desechada después del crimen y las sanciones por perder un arma de servicio o no evitar su robo eran severas. En cambio, tenía sentido usar una pistola de respaldo como la .38 de Lazarus. Por último, un oficial de patrulla que trabaja sabría cómo hacer lo suficiente para que la escena del crimen parezca un robo interrumpido para satisfacer a un detective con exceso de trabajo.
Nels le contó a Nuttall sobre el contacto continuo de Lazarus con su hija, que no había estado en los archivos, a pesar de que él lo mencionaba con frecuencia durante las entrevistas de Mayer y Hook. Al darse cuenta de que Lazarus era ahora su principal sospechosa, los detectives informaron a sus superiores y acordaron recolectar discretamente una muestra de ADN desechada voluntariamente, sabiendo que podían hacerlo sin tener que obtener una orden judicial, lo que le habría hecho saber a Lazarus que estaba bajo investigación. Mientras hacía recados fuera de servicio, Lazarus descartó una taza de la que había estado bebiendo, que otros policías recuperaron. Se tomó una muestra de esta, que coincidía con el ADN de la marca de la mordedura de Sherri Rasmussen.

### Detención de Lazarus

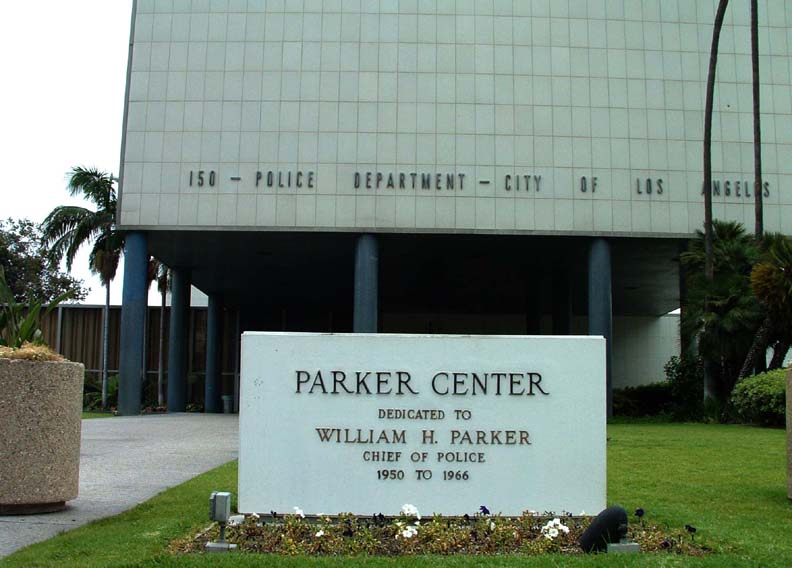
Edificio de Park Center del LAPD, donde Lazarus fue interrogada y posteriormente detenida acusada del asesinato.

Rob Bub, el supervisor detective de homicidios de Van Nuys, comenzó a informar a sus oficiales superiores, hasta el jefe William Bratton, del caso junto con los fiscales superiores de la oficina del fiscal de distrito del condado de Los Ángeles. Fue transferido a la División de Robos y Homicidios (RHD), que manejó muchos de los casos de alto perfil del departamento, incluida la oficina de robo de arte donde trabajaba Lazarus. Su arresto fue planeado cuidadosamente. El día de la detención, en junio de 2009, decenas de agentes se levantaron antes del amanecer. Después de ser informados sobre una orden de registro, les dijeron que serían llevados fuera de la ciudad, pero con pocos detalles más allá de eso, fueron a esperar cerca de la casa de Lazarus en Simi Valley y la estación Metrolink de esa ciudad, adonde Lazarus se trasladaba.
Poco tiempo después, los detectives del RHD que habían sido seleccionados por su falta de conexión personal con Lazarus la llamaron desde el calabozo en Parker Center, la sede del departamento. Bratton había ordenado que se usara esa ubicación ya que Lazarus tendría que entregar su arma para ingresar, lo que limitaba la posibilidad de que ella se resistiera violentamente cuando fuera arrestada (inmediatamente después de la entrevista, como era el plan) o se diera cuenta de que ella era la principal sospechosa en la situación. Los detectives, Greg Stearns y Dan Jaramillo, le dijeron que tenían a alguien bajo custodia que quería hablar sobre un robo de arte.
Después de que Lazarus revisara su arma y entrara en la sala de interrogatorios, explicaron que en realidad se trataba de algunos cabos sueltos que estaban tratando de atar en el caso Rasmussen, ya que su nombre había aparecido en la investigación. Afirmaron que querían un entorno privado porque, aunque Ruetten era un antiguo novio, Lazarus llevaba mucho tiempo casada con otra persona y no querían que su vida privada se convirtiera en tema de chismes de oficina. Stearns y Jaramillo sabían que tendrían que actuar con cuidado, ya que Lazarus conocía muy bien las técnicas de interrogatorio policial y su derecho al silencio y al asesoramiento legal, que podía invocar en cualquier momento.
Divagaron y se desviaron del tema a veces, a veces discutiendo asuntos policiales no relacionados, pero finalmente volvieron a Rasmussen. Lazarus afirmó recordar poco debido a los años transcurridos, pero gradualmente reveló más y más conocimiento, incluidos reconocimientos indirectos de sus visitas al condominio de Ruetten y un encuentro específico en la oficina de Rasmussen, hasta que acusó a sus colegas de considerarla sospechosa. Los detectives mencionaron que era posible que tuvieran evidencia de ADN de la escena del crimen y solicitaron muestras de ADN a Lazarus. Lazarus se negó y luego salió de la habitación. En breve fue arrestada y acusada del asesinato.
Una vez que fue arrestada, los equipos de oficiales de policía en Simi Valley comenzaron a registrar la casa y el automóvil de Lazarus. En su casa encontraron su diario de mediados de la década de 1980, con numerosas menciones de su amor por Ruetten y su desaliento por su compromiso con Rasmussen (y ninguna mención del robo de su arma). Su ordenador personal mostró que había buscado en Internet el nombre de Ruetten en varias ocasiones a fines de dicha década.
Como habían sido los detectives de la investigación, muchos oficiales de LAPD se sorprendieron ante la idea de que Lazarus pudiera haber asesinado a alguien. Los compañeros detectives la recordaron como vivaz y solidaria (aunque algunos también recordaron que su comportamiento cuando estaba enojada había llevado a algunos a referirse a ella como "Spazarus" a sus espaldas). Un caso que había estado desarrollando a partir de su trabajo de robo de arte, con aspectos de abuso de ancianos y fraude inmobiliario, tuvo que ser abandonado ya que era muy poco probable que pudiera ser procesado con éxito si el investigador principal se enfrentaba a un cargo de asesinato.
Después de su arresto, a Lazarus se le permitió retirarse anticipadamente del Departamento de Policía de Los Ángeles; estuvo detenida en la cárcel del condado de Los Ángeles. No se celebró una audiencia de fianza durante casi seis meses. El juez Robert J. Perry sorprendió a ambas partes cuando fijó la cantidad en 10 millones de dólares en efectivo, muy por encima de lo que había sugerido la defensa y más del doble de lo que habían propuesto los fiscales. El caso contra Lazarus era muy fuerte, dijo, y por lo tanto, ella podría correr el riesgo de huir del país u obtener armas a través de su esposo. El abogado de Lazarus, Mark Overland, dijo que el juez no entendió bien el caso y contrastó la cifra alta con el millón de dólares fijado para Robert Blake y Phil Spector cuando fueron acusados de asesinato. Varios meses después, su hermano afirmó que no estaba recibiendo el tratamiento adecuado para un cáncer no especificado mientras estaba bajo custodia.

## Mociones de defensa previas al juicio
En octubre, Overland decidió que se desestimara todo el caso alegando que los investigadores iniciales deberían haber identificado a Lazarus como sospechosa, pero no lo hizo. En apoyo, citó aspectos faltantes del archivo original, como grabaciones de entrevistas, el informe de toxicología sanguínea de Sherri Rasmussen, así como una prueba de polígrafo que supuestamente Ruetten falló. La moción señaló la creencia de Nels Rasmussen de que Lazarus era una sospechosa en el momento del asesinato, y sus consiguientes esfuerzos para que el Departamento de Policía de Los Ángeles se tomara esa teoría en serio. Debido a esta falla, argumentó, los derechos al debido proceso de Lazarus se habían visto afectados negativamente ya que la calidad de la evidencia se había degradado en los 23 años intermedios.
Overland argumentó que las disposiciones de verdad en la evidencia de la Constitución de California requirió que la larga demora en presentar cargos que afectaron adversamente la calidad de la evidencia que de otra manera le habría permitido argumentar mejor que había otros sospechosos, o que la evidencia contra Lazarus no era tan sólida como afirmaba la fiscalía, debería ser considerado suficientemente negligente por parte del estado para justificar el desestimación del caso. Por ejemplo, un testigo que podría haber corroborado el relato de la fiscalía sobre el enfrentamiento entre Rasmussen y Lazarus en el hospital murió en 2000. Los fiscales argumentaron en respuesta que Perry estaba obligado a aplicar las normas federales, según las cuales tal demora solo podía considerarse perjudicial. si se demostró que había sido intencional. Perry estuvo de acuerdo y dejó que el caso prosiguiera.
Después de esa negación, Overland se movió para anular las órdenes de registro que se habían ejecutado en la casa, el vehículo y los espacios de Lazarus que utilizaba en el trabajo, y suprimir la evidencia obtenida de ellos. Argumentó que se basaban en información obsoleta y no establecían suficientemente un nexo entre los lugares registrados y la probabilidad de encontrar pruebas allí; Lazarus no se había mudado a su residencia, observó, hasta 1994, ocho años después del asesinato, y la declaración jurada en apoyo de la orden judicial no proporcionó ninguna razón por la que se pudieran encontrar pruebas allí. En ocasiones, la declaración jurada, afirmó Overland, fue incluso engañosa, y el detective que se sometió afirmó que el arma homicida podría encontrarse allí, cuando Nuttall y Barba ya habían teorizado que Lazarus había denunciado el robo dos semanas después del asesinato y se había deshecho de ella de forma irremediable.
Perry admitió que se sentía "incómodo" al admitir algunas de las pruebas incautadas, en particular de los ordenadores personales de Lazarus y otros dispositivos de almacenamiento electrónico en su casa, ya que ella no los tenía o no existían en el momento de la muerte de Rasmussen, pero él consideró que dado que un juez experimentado había dictado las órdenes de registro, se aplicó la excepción de buena fe a la regla de exclusión y se admitieron todas las pruebas obtenidas. La moción posterior de Overland para una audiencia de Franks, que les habría permitido interrogar al detective que había presentado la declaración jurada de orden de registro para determinar mejor si la evidencia obtenida era admisible, también fue denegada sobre la misma base.
La siguiente moción de Overland, escuchada a fines de 2010, buscaba prohibir el uso de declaraciones que Lazarus hizo durante su interrogatorio grabado en video en Parker Center. Argumentó que, según la advertencia de Garrity que generalmente se da a los empleados del gobierno bajo investigación, [una] ley de California la obligaba a responder preguntas como oficial de policía o enfrentarse a una acción disciplinaria por negarse a cooperar con una investigación, lo que le da derecho a inmunidad de uso automático para aquellos respuestas. La fiscalía argumentó que eso solo se aplicaba cuando había un procedimiento administrativo activo, que no había comenzado contra Lazarus hasta después de su arresto. Perry estuvo de acuerdo con ellos en el punto de que el argumento de Overland era demasiado amplio.
Un año después, Perry negó la última de las importantes mociones previas al juicio de Overland. Los criminalistas habían usado MiniFiler, un nuevo producto para mecanografiar el ADN de Lazarus, y él argumentó que era lo suficientemente diferente de la tecnología anterior como para que ella tuviera derecho a una audiencia con Frye, para determinar si sus resultados tenían suficiente validez científica para ser admisibles. Perry dictaminó que era solo otra forma del método de PCR que se usa comúnmente para analizar muestras de ADN.

## Juicio
El caso atrajo considerable atención de los medios. Muchos de sus elementos —un triángulo amoroso con una mujer despreciada, un caso sin resolver durante más de 20 años y la asesina acusada resultando ser ella misma una oficial de policía— eran similares a las tramas de los populares dramas policiales televisados y reality shows como Snapped, Scorned: Love Kills y Deadly Women. The Atlantic publicó un artículo sobre el caso antes del juicio, y Vanity Fair publicó uno de Mark Bowden después.
El juicio comenzó a principios de 2012. En el Tribunal Superior del condado de Los Ángeles, los fiscales argumentaron que el motivo del asesinato de Lazarus fueron los celos por la relación de Sherri Rasmussen con Ruetten. En su argumento de apertura, el fiscal Shannon Presby resumió el caso como: "Un mordisco, una bala, un cañón de una pistola y un corazón roto. Esa es la evidencia que le demostrará que la acusada Stephanie Lazarus asesinó a Sherri Rasmussen". Un punto culminante del caso fue el testimonio de Ruetten. Varias veces se emocionó y lloró, especialmente al recordar su noviazgo con Rasmussen. Admitió que acostarse con Lazarus mientras estaba comprometido con su futura esposa fue "un error".
Al interrogar a los detectives de la policía y otros técnicos que habían investigado originalmente el asesinato, Overland enfatizó la teoría original del robo fallido y señaló evidencia, como el robo similar que ocurrió poco después, que afirmó que la respaldaba. También destacó la evidencia que no fue analizada, como una huella digital ensangrentada en una de las paredes, para sugerir que otros sospechosos no habían sido adecuadamente excluidos de la consideración. Se preguntó si realmente se podía inferir del arma utilizada que era el arma perdida de Lazarus, ya que las .38 estaban en uso generalizado. Dado que el ADN de la marca de la mordedura era fundamental para el caso de la fiscalía, lo atacó enérgicamente, señalando procedimientos de almacenamiento incorrectos y un agujero que el tubo había dejado en un sobre que, según dijo, habría permitido a Lazarus.
Durante los dos días en los que presentó el caso, Overland se centró en el tema de la fiscalía de una Lazarus enamorada, presentando a amigos de ella que negaban que mostrara signos de violencia o desaliento por su relación fallida con Ruetten en el momento del asesinato. Se ofrecieron como prueba extractos de una revista contemporánea; Lazarus escribió en ella sobre salir con varios hombres diferentes, ninguno de ellos Ruetten. Reforzó su ataque a la evidencia forense, llamando como su último testigo a un experto en huellas dactilares que dijo que algunas huellas en la escena del crimen no coincidían con las de Lazarus.
Tanto la fiscalía como la defensa reiteraron sus temas en los alegatos finales. Después de mostrarle al jurado de ocho mujeres y cuatro hombres fotografías de una Rasmussen golpeada y ensangrentada, el fiscal Paul Nunez les dijo: "No fue una pelea justa [...] Esta fue una presa atrapada en una jaula con un depredador". Overland desestimó todo el caso como circunstancial de "relleno y relleno", salvo por la muestra de ADN con marcas de mordida "comprometida". Se propuso anular el juicio después de que Núñez les recordara a los miembros del jurado que no había coartada para el momento del asesinato, ya que la negativa de los acusados a testificar no puede ser imputada en su contra, pero Perry lo negó, diciendo que no tomaba eso como una sugerencia directa de que la propia Lazarus se había negado a testificar y, por lo tanto, su derecho de la Quinta Enmienda contra sí misma. No se había violado la discriminación.
En marzo, después de varios días de deliberaciones, Lazarus (entonces de 52 años) fue declarada culpable de asesinato en primer grado. Más tarde ese mes, fue sentenciada a 27 años a cadena perpetua, pasando a cumplir condena en la Institución de California para Mujeres en Corona. Será elegible para libertad condicional en diciembre de 2034.

## Litigios que alegaban mala conducta policial
Cuando se presentaron pruebas en el juicio, se hizo evidente que no se habían encontrado todas las pruebas disponibles y en posesión del LAPD. Las grabaciones y transcripciones de entrevistas con Nels Rasmussen y Ruetten que discutían sobre Lazarus estaban ausentes del expediente, aunque ambos las recordaron cuando fueron llamados a testificar, y otros aspectos de las entrevistas perdidas se mencionan en otras entrevistas en el expediente. La única mención de Lazarus durante la investigación inicial es una breve nota de Mayer en la que informa que Ruetten había confirmado que ella era una "ex novia".
Se presentaron dos demandas basadas en estas acusaciones. Una, de Nels y Loretta Rasmussen, fue descartada por estar prescrita. La otra, una demanda de denuncia de irregularidades por la criminalista Jennifer Francis (Butterworth en el momento en que ella probó lo que resultó ser el ADN de Lazarus en la marca de la mordedura), terminó con un juicio a favor de la ciudad. Alegó mala conducta no solo en el caso Rasmussen sino en otras investigaciones de alto perfil, y que ella y otras personas sufrieron represalias y hostigamiento por parte de sus superiores cuando intentaron informar esto e informar con precisión los resultados que habían encontrado.

### Los Rasmussen
Los registros también mostraron que, en 1992, poco después de que Nels Rasmussen se ofreciera a pagar por el análisis de ADN de la evidencia forense restante del caso, todas las muestras, excepto el hisopo de mordisco que podría haber ayudado a identificar a un atacante, habían sido revisadas. Si bien esto parecía haber sido parte de la transferencia rutinaria de registros al LAPD, la evidencia no pudo ubicarse en los archivos del departamento, lo que sugiere que las muestras se perdieron intencionalmente. Solo quedaba el hisopo de mordida, dejado sin querer en la oficina del forense, para conectar a Lazarus con el crimen.
En 2010, los Rasmussen entablaron una demanda civil contra la ciudad, el LAPD, Ruetten (nombrado solo como parte indispensable sin reclamos específicos) y Lazarus. Alegaron que el encubrimiento, incluido el hecho de permitir que Lazarus revisara periódicamente el expediente del caso, y la hostilidad de la policía de Los Ángeles hacia ellos, comenzando la noche posterior al asesinato y continuando cuando presionaron el reclamo de Lazarus a lo largo de la década de 1990, equivalieron a una violación de su derechos civiles, imposición intencional de angustia emocional y ocultación fraudulenta. Además, alegaron muerte por negligencia contra Lazarus.
Dado que el reclamo de derechos civiles incluyó una violación de la Sección 1983, la ciudad solicitó con éxito la deportación a la corte federal. Después de que los Rasmussen estipularon retirar el reclamo federal con prejuicio, renunciando al derecho a cualquier otra acción legal contra la ciudad en ese nivel, se les permitió volver a presentar un reclamo enmendado en un tribunal estatal, y lo hicieron en 2011. Allí, la ciudad estaba declarado inmune a la responsabilidad por todas las reclamaciones, excepto la violación de los derechos civiles. Cuando los Rasmussen presentaron una queja enmendada que consistía solo en eso, el juez la desestimó porque creía que estaba prohibida por su estipulación anterior en un tribunal federal.
Los Rasmussen apelaron. En su respuesta, la ciudad planteó el estatuto de limitaciones como defensa, algo que no había hecho cuando se presentó la demanda originalmente. La corte de apelaciones confirmó la desestimación de la demanda por esos motivos, sosteniendo que el tiempo de los Rasmussen para demandar fue limitado una vez que rompieron el contacto con el LAPD en 1998; el último año en que pudieron haber presentado una demanda fue en 2000. La Corte Suprema de California se negó a conocer el caso en marzo de 2013.

### Jennifer Francis
Francis presentó su demanda a finales de 2013, después del rechazo de su reclamo por parte de la ciudad y la conclusión del Departamento de Vivienda y Empleo Justo del estado de que tenía derecho a demandar. Alegó que después de descubrir que el ADN de la mordedura pertenecía a una mujer, el detective de LAPD que la supervisaba la alejó verbalmente de Lazarus como sospechosa, sin nombrarla. Cuando Nuttall la llamó y le dijo que los detectives de Van Nuys estaban trabajando en el caso sin resolver y que habían identificado a Lazarus como sospechosa, no compartió lo que su supervisor le había dicho por temor a represalias.
Según Francis, el caso Rasmussen no fue el único en el que ella creía que el departamento estaba ignorando deliberadamente las pruebas de ADN. Le dijeron "No vamos allí" en un caso en el que sugirió comparar el perfil parcial de una víctima con el de un sospechoso en una serie de asesinatos similares sin resolver, también de la década de 1980. El trabajo que hizo en el ADN encontrado en Jill Barcomb, que se cree que fue asesinada por los estranguladores de la colina, reveló en cambio que era víctima de Rodney Alcala, otro asesino en serie activo aproximadamente al mismo tiempo en el área de Los Ángeles; finalmente fue declarado culpable y condenado a muerte en 2010. Después de que ella sugirió hacer análisis de ADN del semen encontrado en dos adolescentes que también se cree fueron víctimas del estrangulador de la colina, otro detective la desanimó con las palabras: "No queremos abrir esa lata de gusanos". Poco tiempo después se enteró de que las muestras de semen habían sido destruidas; ella no pudo averiguar por qué.
A finales de 2009, mientras los fiscales se preparaban para la audiencia preliminar en el juicio de Lazarus, ella se reunió con un asistente del fiscal y le contó sobre la resistencia que había encontrado inicialmente sobre la posibilidad de que Lazarus fuera sospechosa del asesinato de Rasmussen. Varios meses después, la llamaron a la oficina de su supervisor y le pidieron que relatara esos hechos. Un mes después habló con el detective Nuttall, quien también había encabezado la nueva investigación que condujo al arresto de Lazarus.
Tras volver a ser llamada ante su supervisor, este le dijo que fuera a un servicio de consejería para empleados, un acto que ella sabía que era punitivo, "porque te ves estresada". Francis pensó que el terapeuta que habló con ella estaba más interesado en averiguar lo que sabía sobre el caso de Lazarus y con quién podría haberlo compartido. Después de dos sesiones en las que se negó a compartir esa información, la llamaron nuevamente a la oficina de su supervisor y le dijeron que no estaba cooperando y que necesitaba "hablar de esto". Ella le dijo al terapeuta que iba a conseguir un abogado, después de lo cual se cancelaron más sesiones por "error".
Dos detectives de RHD la interrogaron el mes siguiente, en julio de 2010. Ella les dijo que le preocupaba que los eventos que llevaron al arresto de Lazarus en los que ella estuvo involucrada hubieran sido retratados de manera diferente en los medios de comunicación de lo que ella recordaba, lo que puso al departamento en una luz más favorable. Nuttall también, recordó, había sido colocada en una posición igualmente difícil, ya que él le dijo que Lazarus pudo haberse enterado de que habían reabierto la investigación a pesar de las precauciones que él y Barba habían tomado.
A raíz de estos eventos, afirma Francis, la sacaron del caso del Grim Sleeper, a pesar del trabajo que había hecho en él, incluida la muestra de ADN que había llevado a la policía al sospechoso. El mismo detective que había insistido en que Lazarus no estaba involucrada en el asesinato de Rasmussen, señaló, había jugado un papel importante en la investigación del Grimm Sleeper. En otra reunión, su supervisor la amenazó con más asesoramiento y le dijo que estaba "obsesionada [...] emocional" y que "no debería haber dicho nada". Fue trasladada a un puesto no analítico.
La represalia continuó después de que Lazarus fuera condenada, afirmó Francis. Enfrentó más represalias por parte de sus supervisores, a quienes también acusó de acosar sexualmente a otras mujeres criminalistas, y fue nuevamente transferida. Un informe del inspector general del departamento sobre su queja a Asuntos Internos se retrasó y parecía haber sido revisado por otra persona antes de que ella lo recibiera.
En 2015, las partes presentaron mociones al juez sobre qué pruebas podría escuchar un jurado en el juicio. A principios de 2017, el juez de la Corte Superior Michael Johnson dictaminó que Francis podría proceder a juicio alegando una violación de la ley laboral estatal. Descubrió que no había cuestiones de hecho confiables en sus denuncias de acoso, discriminación y represalias.

## Apelación
Lazarus presentó una apelación prolongada de su condena en mayo de 2013 ante el Tribunal de Apelaciones de California, Segundo Distrito, División Cuatro, que tiene jurisdicción de apelación sobre los tribunales del condado de Los Ángeles. Su abogado, Donald Tickle, argumentó que Perry se había equivocado en sus fallos para la acusación en las cuatro mociones previas al juicio que Overland había presentado. Tickle argumentó que múltiples precedentes respaldaban los argumentos de la defensa sobre los de la fiscalía y, en ocasiones, los contradecían directamente. Por ejemplo, Perry había aplicado la excepción de buena fea la confianza de los detectives en una orden de registro claramente defectuosa basada en el hecho de que el juez había emitido la orden después de revisar la declaración jurada. Pero Tickle señaló a un caso existente en California, que había sostenido expresamente que el estado no puede basarse únicamente en la emisión de la orden judicial por parte de un juez para establecer de buena fe suficiente que la búsqueda era constitucional.
Tickle también atacó los fallos de Perry que limitaban la capacidad de la defensa de presentar pruebas que sugirieran que la teoría inicial del robo fallida del crimen era más creíble de lo que afirmaba la fiscalía. La fiscalía no se había movido para excluir las pruebas de culpabilidad de terceros a pesar de afirmar que la conclusión de la investigación inicial era errónea durante su declaración inicial, lo que llevó a Perry a preguntar si estaban admitiendo que sí. Sin embargo, dijo a Overland que sin "algunas similitudes notables" entre el robo que mató a Rasmussen y el que ocurrió cerca más tarde, no permitiría que la defensa explorara el robo posterior, ya que también había diferencias importantes.
Perry, dijo Tickle, había malinterpretado el caso primario de California en el que Overland se había basado en que no se aplicaba a las pruebas de culpabilidad de terceros, mientras que otros casos dejaron en claro que el estatuto que interpretó sí cubría eso. Ese caso también impuso un estándar de admisión más bajo que las "similitudes notables". El uso de un arma de calibre .38 y una residencia similar en ambos robos estableció una fuerte posibilidad de un modus operandi común para ambos delitos, argumentó Tickle.
Como resultado de este fallo, a Overland se le había negado la oportunidad de interrogar a Mark Safarik, el último testigo de cargo y un experto del FBI en robos, quien había testificado que la escena del crimen sugería un robo simulado, en lugar de uno real que había sido interrumpido en progreso. Dado que la fiscalía le había dicho al tribunal en una barra lateral antes del testimonio de Safarik que tenían la intención de limitar su interrogatorio a apoyar esta teoría, Perry también limitó la defensa en cruz. Sin embargo, argumentó Tickle, dado que el propio informe de Safarik había considerado el otro robo, se debería haber permitido el testimonio al respecto.

### Decisión final
Un panel de tres jueces, formado por los magistrados Audrey B. Collins, Thomas Willhite Jr. y Nora Margaret Manella, escuchó el argumento oral en el caso en junio de 2015. Un mes después llegaron a su decisión, confirmando unánimemente la condena de Lazarus. El argumento principal que arguyeron era que Lazarus y sus abogados no habían demostrado que las resoluciones de Perry dio lugar a ningún perjuicio a su capacidad de montar una defensa efectiva. Manella, escribiendo para el panel, admitió desde el principio que Perry había acordado incorrectamente con la fiscalía que las demoras resultantes de negligencia o negligencia por sí solas no podían considerarse perjudiciales; de hecho, dijo, el precedente federal y estatal exigía una prueba de equilibrio cuando existía fue evidencia de que una demora involuntaria en el enjuiciamiento podría afectar adversamente la capacidad del acusado para impugnar el caso del estado.
Pero al aplicarlo al presente caso, encontró que las explicaciones del estado por las demoras eran lo suficientemente razonables y que, a su vez, Lazarus no mostraba ninguna probabilidad razonable de prejuicio resultante de la falta de pruebas y la falta de testigos. "El error [del tribunal de primera instancia] no afectó el resultado", escribió Manella, en relación con la ausencia de registros de cadena de custodia para la evidencia. "Como observó, el paso del tiempo probablemente fue más perjudicial para la acusación que para la defensa".
Perry también había negado debidamente la moción de la defensa para suprimir la evidencia obtenida a través de las órdenes de registro de la casa, los automóviles y los espacios de trabajo de Lazarus, según Manella, ya que se basaban en suposiciones razonables sobre la posible evidencia incriminatoria que aún podría estar en esos lugares más de dos décadas después. Y dado que se sabía que ninguna de la información contenida en la declaración jurada de la orden de registro era falsa o se demostró que se había declarado con imprudente desprecio por su veracidad, la excepción de buena fe se aplicó válidamente. Por la misma razón, no había base para una audiencia de Franks.
"El apelante parece creer que Garrity se aplica a cualquier declaración hecha por un oficial de policía durante una entrevista realizada por otros funcionarios encargados de hacer cumplir la ley", escribió Manella con respecto a la entrevista de Lazarus. "Ella está equivocada" ya que se aplica solo a información obtenida bajo la amenaza de despido en investigaciones explícitamente criminales, a diferencia de las declaraciones dadas donde un oficial "no tenía una base objetivamente razonable para creer que se vio obligada a responder las preguntas de los detectives", como Perry había encontrado, ya que no se le había ordenado que se sometiera a la entrevista, ni Stearns y Jamarillo estaban en su cadena de mando habitual, ni trabajaban para los asuntos internos de la policía de Los Ángeles. "El hecho de que permaneciera en la habitación respondiendo preguntas no respalda que se sintiera obligada, sino solo que deseaba disipar las sospechas evitando comportarse de una manera que sugiriera culpa".
Manella calificó el argumento de Lazarus de que independientemente de lo que sucedió o no en la entrevista, la ley de California la obligó a responder con sinceridad o ser disciplinada una "propuesta novedosa" que se basó en gran medida en un caso decidido en 1939, 30 años antes que Garrity. El juez señaló que si bien esa decisión "seguía siendo una buena ley", había sido limitada por Garrityy la correspondiente ley y jurisprudencia de California. "La apelante, ella misma ex oficial de asuntos internos, habría sabido que en ausencia de una queja formal o el aviso explícito requerido por [un precedente estatal], no corría peligro de despido si se negaba a cooperar con los detectives". Tampoco se aplica el lenguaje de la Ley de Derechos Procesales de los Oficiales de Seguridad Pública de California que requiere que los oficiales cooperen, ya que los tribunales habían sostenido anteriormente que se aplicaba solo a las investigaciones administrativas, no a las investigaciones penales.
Sobre la cuestión de la admisibilidad de los resultados de ADN de MiniFiler, el panel estuvo de acuerdo con Perry en que la tecnología no era lo suficientemente diferente de los kits de pruebas de ADN anteriores para haber requerido una audiencia separada sobre ese tema, o que si lo fuera, la defensa no había entregado en sus ofertas para proporcionar pruebas suficientes de que lo era. "[Lazarus] citó el sitio web del fabricante que representa que MiniFiler obtendría resultados de ADN de muestras comprometidas que anteriormente hubieran arrojado datos genéticos limitados", observó Manella, "pero el hecho de que el material de marketing de la compañía prometía que su producto era mejor que otros productos comparables no establece que se tratara de una metodología nueva". Y dado que la defensa no había solicitado ninguno de los dos tipos de audiencias específicas sobre si el ADN se había manejado correctamente, no podía plantear esas cuestiones en la apelación. Incluso si lo hubiera hecho, el panel sostuvo que la evidencia de ADN no era tan crítica para el caso como para que su exclusión hubiera hecho más probable una absolución.
Finalmente, el panel sostuvo que Perry limitó adecuadamente el alcance del contrainterrogatorio de Overlandde Safarik, el experto en robos del FBI. Las diferencias entre el robo posterior cercano —los perpetradores de ese crimen habían esperado hasta que la casa estaba aparentemente vacía, se llevaron las joyas y luego huyeron en su propio automóvil después de ser atrapados en el acto— y el aparente en la casa de Ruetten superaron las similitudes. "El tribunal de primera instancia estuvo a su discreción al concluir que el apelante no había logrado hacer una inferencia razonable de que el robo de abril estaba relacionado de alguna manera con el asesinato de Rasmussen", escribió Manella. "El interrogatorio de Safarik sobre un robo específico que ocurrió en una fecha posterior en un lugar diferente habría tenido poco que ver con la validez de sus opiniones y conclusiones sobre la escena del crimen de Rasmussen".
Lazarus buscó la revisión de la decisión de la Corte Suprema de California, pero se negó a escuchar su caso.